# Copa do Brasil 2010
Der Copa do Brasil 2010 war die 22. Austragung dieses nationalen Fußball-Pokal-Wettbewerbs in Brasilien. Die Copa wurde vom Brasilianischen Sportverband, dem CBF, ausgerichtet. Der Pokalsieger war als Teilnehmer an der Copa Libertadores 2011 qualifiziert.

## Saisonverlauf
Der Wettbewerb startete am 10. Februar 2010 in seine Saison und endete am 4. August 2010. Am Ende der Saison gewann der FC Santos den Titel zum ersten Mal und wurde der 13. Titelträger. Torschützenkönig wurde Neymar vom Sieger FC Santos mit 11 Treffern. Als bester Spieler des Wettbewerbs wurde Ganso ebenfalls von Santos ausgezeichnet.
Höchste Siege
- FC Santos – CE Naviraiense: 10:0 (10. März 2010 – 1. Runde Rückspiel)

## Teilnehmer
Das Teilnehmerfeld bestand aus den 10 besten Klubs aus dem CBF Ranking aus 2009. Die weiteren 54 Teilnehmer ergaben sich aus den Fußballmeisterschaften der Bundesstaaten von Brasilien 2009 oder deren Pokalwettbewerben.
Sechs Teilnehmer aus dem CBF Ranking nahmen aufgrund ihrer Teilnahme an der Copa Libertadores 2010 nicht an der Copa do Brasil teil. Dieses waren:
- SC Corinthians (CBF – 2.)
- CR Flamengo (CBF – 3.)
- FC São Paulo (CBF – 5.)
- SC Internacional (CBF – 8.)
- Cruzeiro EC (CBF – 9.)

Aus dem Teilnehmerfeld aus den Staatsmeisterschaften qualifizierten sich 14 Teams aus dem CBF Ranking. Dieses waren:
- Grêmio FBPA (CBF – 1.)
- CR Vasco da Gama (CBF – 4.)
- Atlético Mineiro (CBF – 6)
- SE Palmeiras (CBF – 7)
- FC Santos (CBF – 10)
- Botafogo FR (CBF – 12)
- Goiás EC (CBF – 13.)
- Sport Recife (CBF – 16)
- Athletico Paranaense (CBF – 18.)
- EC Bahia (CBF – 19.)
- EC Vitória (CBF – 20.)
- Náutico Capibaribe (CBF – 21.)
- Ceará SC (CBF – 25.)
- Fortaleza EC (CBF – 28.)

Die freien Plätze im Ranking wurden durch die nachfolgenden Klubs belegt.
Teilnehmer CBF Ranking
| Bundesstaat | Klub                               | Platz |
| ----------- | ---------------------------------- | ----- |
| RJ          | Fluminense FC                      | 11.   |
| PR          | Coritiba FC                        | 14.   |
| SP          | Guarani FC                         | 15.   |
| SP          | Associação Portuguesa de Desportos | 17.   |
| PE          | Santa Cruz FC                      | 22.   |
| PR          | Paraná Clube                       | 23.   |
| SP          | AA Ponte Preta                     | 24.   |
| RS          | EC Juventude                       | 26.   |
| PA          | Clube do Remo                      | 27.   |
| RN          | América FC (RN)                    | 29.   |

Teilnehmer Staatsmeisterschaften
| Bundesstaat         | Klub                      | Qualifizierung          |
| ------------------- | ------------------------- | ----------------------- |
| Acre                | AC Juventus               | Staatsmeister 2009      |
| Alagoas             | AS Arapiraquense          | Staatsmeister 2009      |
| Alagoas             | SC Corinthians Alagoano   | Vize-Staatsmeister 2009 |
| Amapá               | SER São José              | Staatsmeister 2009      |
| Amazonas            | América FC (AM)           | Staatsmeister 2009      |
| Amazonas            | Nacional Fast Clube       | Vize-Staatsmeister 2009 |
| Bahia               | EC Vitória                | Staatsmeister 2009      |
| Bahia               | EC Bahia                  | Vize-Staatsmeister 2009 |
| Brasília            | Brasiliense FC            | Staatsmeister 2009      |
| Brasília            | Brasília FC               | Vize-Staatsmeister 2009 |
| Ceará               | Fortaleza EC              | Staatsmeister 2009      |
| Ceará               | Ceará SC                  | Vize-Staatsmeister 2009 |
| Espírito Santo      | AA São Mateus             | Staatsmeister 2009      |
| Espírito Santo      | Vitória FC (ES)           | Staatspokal Sieger 2009 |
| Goiás               | Atlético Goianiense       | Staatsmeister 2009      |
| Goiás               | Goiás EC                  | Vize-Staatsmeister 2009 |
| Maranhão            | JV Lideral FC             | Staatsmeister 2009      |
| Maranhão            | Sampaio Corrêa FC         | Staatspokal Sieger 2009 |
| Mato Grosso         | Luverdense EC             | Staatsmeister 2009      |
| Mato Grosso         | Araguaia AC               | Vize-Staatsmeister 2009 |
| Mato Grosso do Sul  | CE Naviraiense            | Staatsmeister 2009      |
| Mato Grosso do Sul  | Ivinhema FC               | Vize-Staatsmeister 2009 |
| Minas Gerais        | Atlético Mineiro          | Vize-Staatsmeister 2009 |
| Minas Gerais        | Ituiutaba EC              | 3. Staatsmeister 2009   |
| Minas Gerais        | Uberaba SC                | Staatspokal Sieger 2009 |
| Pará                | Paysandu SC               | Staatsmeister 2009      |
| Pará                | São Raimundo EC (PA)      | Vize-Staatsmeister 2009 |
| Paraíba             | Sousa EC                  | Staatsmeister 2009      |
| Paraíba             | FC Treze                  | Staatspokal Sieger 2009 |
| Paraná              | Athletico Paranaense      | Staatsmeister 2009      |
| Paraná              | SC Corinthians Paranaense | Vize-Staatsmeister 2009 |
| Paraná              | Londrina EC               | Staatspokal Sieger 2008 |
| Pernambuco          | Sport Recife              | Vize-Staatsmeister 2009 |
| Pernambuco          | Náutico Capibaribe        | 3. Staatsmeister 2009   |
| Piauí               | EC Flamengo               | Staatsmeister 2009      |
| Piauí               | SE Picos                  | 2. Staatspokal 2009     |
| Rio de Janeiro      | Botafogo FR               | Vize-Staatsmeister 2009 |
| Rio de Janeiro      | CR Vasco da Gama          | 3. Staatsmeister 2009   |
| Rio de Janeiro      | EC Tigres do Brasil       | Staatspokal Sieger 2009 |
| Rio Grande do Norte | ASSU                      | Staatsmeister 2009      |
| Rio Grande do Norte | ACD Potyguar Seridoense   | Vize-Staatsmeister 2009 |
| Rio Grande do Sul   | Grêmio FBPA               | Vize-Staatsmeister 2009 |
| Rio Grande do Sul   | Ypiranga FC (Erechim)     | 3. Staatsmeister 2009   |
| Rio Grande do Sul   | Cerâmica AC               | 2. Staatspokal 2009     |
| Rondônia            | Vilhena EC                | Vize-Staatsmeister 2009 |
| Roraima             | Atlético Roraima          | Staatsmeister 2009      |
| Santa Catarina      | Avaí FC                   | Staatsmeister 2009      |
| Santa Catarina      | Chapecoense               | Vize-Staatsmeister 2009 |
| São Paulo           | FC Santos                 | Vize-Staatsmeister 2009 |
| São Paulo           | SE Palmeiras              | 3. Staatsmeister 2009   |
| São Paulo           | Votoraty FC               | Staatspokalsieger 2009  |
| Sergipe             | AD Confiança              | Staatsmeister 2009      |
| Sergipe             | São Domingos FC           | Staatspokal 2009        |
| Tocantins           | Araguaína FR              | Staatsmeister 2009      |

## Modus
Der Modus bestand aus einem K.-o.-System. Für die ersten beiden Runden bestand die Regelung, dass wenn eine Mannschaft in einem Auswärts-Hinspiel mit mindestens zwei Toren unterschied gewinnt, es kein Rückspiel gibt.
Es zählte das Torverhältnis. Bei Gleichheit wurde die Auswärtstorregel angewandt. Stand nach heranziehen dieser kein Sieger fest, wurde dieser im Elfmeterschießen ermittelt.

## Turnierverlauf

### 1. Runde
In der Paarung zwischen São Raimundo EC (PA) und dem Botafogo FR stand es nach Hin- und Rückspiel 4:4. Aufgrund der Auswärtstorregel wäre Raimundo in die zweite Runde eingezogen. Durch den irregulären Einsatz der Spieler Wallace, Beto und João Pedro durch Raimundo, wurden der Klub disqualifiziert und Botafogo kam eine Runde weiter.
|                           | Gesamt |                      | Hinspiel | Rückspiel |
| ------------------------- | ------ | -------------------- | -------- | --------- |
| Sousa EC                  | 1:2    | CR Vasco da Gama     | 1:2      | 0:0       |
| AS Arapiraquense          | 2:2    | Nacional Fast Clube  | 0:0      | 2:2       |
| SE Picos                  | 0:5    | Ceará SC             | 0:5      | -         |
| SC Corinthians Paranaense | 2:0    | EC Juventude         | 1:0      | 1:0       |
| Ituiutaba EC              | 2:3    | Goiás EC             | 2:3      | 0:0       |
| SER São José              | 2:1    | América FC (RN)      | 1:1      | 1:0       |
| SC Corinthians Alagoano   | 3:5    | EC Vitória           | 3:1      | 0:4       |
| Ivinhema FC               | 2:4    | Náutico Capibaribe   | 1:1      | 1:3       |
| São Raimundo EC (PA)      | 4:4    | Botafogo FR          | 1:0      | 3:4       |
| América FC (AM)           | 0:4    | Santa Cruz FC        | 0:1      | 0:3       |
| Vitória FC (ES)           | 0:2    | EC Bahia             | 0:2      | -         |
| ASSU                      | 0:3    | Atlético Goianiense  | 0:3      | -         |
| EC Flamengo               | 0:5    | SE Palmeiras         | 0:1      | 0:4       |
| ACD Potyguar Seridoense   | 1:3    | Paysandu SC          | 0:0      | 1:3       |
| Vilhena EC                | 2:6    | Athletico Paranaense | 2:2      | 0:4       |
| São Domingos FC           | 2:3    | Sampaio Corrêa FC    | 1:1      | 2:3       |
| AD Confiança              | 1:3    | Fluminense FC        | 1:1      | 0:2       |
| Uberaba SC                | 3:0    | Londrina EC          | 1:0      | 2:0       |
| Atlético Roraima          | 0:7    | Portuguesa           | 0:7      | -         |
| JV Lideral FC             | 0:4    | AA Ponte Preta       | 0:0      | 0:4       |
| Araguaia AC               | 1:3    | Grêmio FBPA          | 1:3      | -         |
| Votoraty FC               | 5:2    | FC Treze             | 4:0      | 1:2       |
| Luverdense EC             | 0:2    | Coritiba FC          | 0:1      | 0:1       |
| Ypiranga FC (Erechim)     | 0:3    | Avaí FC              | 0:3      | -         |
| CE Naviraiense            | 00:11  | FC Santos            | 0:1      | 0:10      |
| AA São Mateus             | 2:6    | Clube do Remo        | 1:2      | 1:4       |
| Araguaína FR              | 1:3    | Guarani FC           | 0:1      | 1:2       |
| EC Tigres do Brasil       | 4:5    | Fortaleza EC         | 2:2      | 2:3       |
| AC Juventus               | 0:7    | Atlético Mineiro     | 0:7      | -         |
| Chapecoense               | 4:2    | Brasiliense FC       | 3:0      | 1:2       |
| Brasília FC               | 2:4    | Sport Recife         | 2:4      | -         |
| Cerâmica AC               | 2:7    | Paraná Clube         | 1:1      | 1:6       |

### 2. Runde
|                           | Gesamt          |                      | Hinspiel | Rückspiel |
| ------------------------- | --------------- | -------------------- | -------- | --------- |
| AS Arapiraquense          | 2:4             | CR Vasco da Gama     | 1:1      | 1:3       |
| SC Corinthians Paranaense | 3:2             | Ceará SC             | 2:1      | 1:1       |
| SER São José              | 0:8             | Goiás EC             | 0:1      | 0:7       |
| Náutico Capibaribe        | 0:6             | EC Vitória           | 0:1      | 0:5       |
| Santa Cruz FC             | 3:3             | Botafogo FR          | 0:1      | 3:2       |
| Atlético Goianiense       | 2:1             | EC Bahia             | 2:0      | 0:1       |
| Paysandu SC               | 1:3             | SE Palmeiras         | 1:2      | 0:1       |
| Sampaio Corrêa FC         | 1:3             | Athletico Paranaense | 1:1      | 0:2       |
| Uberaba SC                | 0:2             | Fluminense FC        | 0:2      | -         |
| AA Ponte Preta            | 2:3             | Portuguesa           | 1:1      | 1:2       |
| Votoraty FC               | 0:4             | Grêmio FBPA          | 0:1      | 0:3       |
| Avaí FC                   | 2:1             | Coritiba FC          | 1:1      | 1:0       |
| Clube do Remo             | 0:4             | FC Santos            | 0:4      | -         |
| Fortaleza EC              | 2:2 (3:4 i. E.) | Guarani FC           | 2:0      | 0:2       |
| Chapecoense               | 1:6             | Atlético Mineiro     | 1:0      | 0:6       |
| Paraná Clube              | 1:2             | Sport Recife         | 1:1      | 0:1       |

### Turnierplan ab Achtelfinale
|  | Achtelfinale         | Achtelfinale        | Achtelfinale |                     |   | Viertelfinale | Viertelfinale | Viertelfinale |  |  | Halbfinale | Halbfinale | Halbfinale |  |  | Finale | Finale | Finale |
|  |                      |                     |              |                     |   |               |               |               |  |  |            |            |            |  |  |        |        |        |
|  | Corinthians (PR)     | 0                   | 1            |                     |   |               |               |               |  |  |            |            |            |  |  |        |        |        |
|  | Vasco                | 1                   | 2            |                     |   |               |               |               |  |  |            |            |            |  |  |        |        |        |
|  | Vasco                | 1                   | 2            | EC Vitória          | 2 | 1             |               |               |  |  |            |            |            |  |  |        |        |        |
|  |                      |                     |              | EC Vitória          | 2 | 1             |               |               |  |  |            |            |            |  |  |        |        |        |
|  |                      | Vasco               | 0            | 3                   |   |               |               |               |  |  |            |            |            |  |  |        |        |        |
|  | EC Vitória           | Vasco               | 0            | 3                   | 4 | 2             |               |               |  |  |            |            |            |  |  |        |        |        |
|  | EC Vitória           |                     |              |                     | 4 | 2             |               |               |  |  |            |            |            |  |  |        |        |        |
|  | Goiás EC             | 0                   | 3            |                     |   |               |               |               |  |  |            |            |            |  |  |        |        |        |
|  | Goiás EC             | 0                   | 3            | Atlético Goianiense | 1 | 0             |               |               |  |  |            |            |            |  |  |        |        |        |
|  |                      |                     |              |                     |   |               |               |               |  |  |            |            |            |  |  |        |        |        |
|  |                      | EC Vitória          | 0            | 4                   |   |               |               |               |  |  |            |            |            |  |  |        |        |        |
|  | Santa Cruz FC        | EC Vitória          | 0            | 4                   | 1 | 0             |               |               |  |  |            |            |            |  |  |        |        |        |
|  | Santa Cruz FC        |                     |              |                     | 1 | 0             |               |               |  |  |            |            |            |  |  |        |        |        |
|  | Atlético Goianiense  | 2                   | 2            |                     |   |               |               |               |  |  |            |            |            |  |  |        |        |        |
|  | Atlético Goianiense  | 2                   | 2            | SE Palmeiras        | 1 | 0             |               |               |  |  |            |            |            |  |  |        |        |        |
|  |                      |                     |              | SE Palmeiras        | 1 | 0             |               |               |  |  |            |            |            |  |  |        |        |        |
|  |                      | Atlético Goianiense | 0 (1)        | 1 (2)               |   |               |               |               |  |  |            |            |            |  |  |        |        |        |
|  | SE Palmeiras         | Atlético Goianiense | 0 (1)        | 1 (2)               | 1 | 1             |               |               |  |  |            |            |            |  |  |        |        |        |
|  | SE Palmeiras         |                     |              |                     | 1 | 1             |               |               |  |  |            |            |            |  |  |        |        |        |
|  | Athletico Paranaense | 0                   | 1            |                     |   |               |               |               |  |  |            |            |            |  |  |        |        |        |
|  | Athletico Paranaense | 0                   | 1            | FC Santos           | 2 | 1             |               |               |  |  |            |            |            |  |  |        |        |        |
|  |                      |                     |              |                     |   |               |               |               |  |  |            |            |            |  |  |        |        |        |
|  |                      | EC Vitória          | 0            | 2                   |   |               |               |               |  |  |            |            |            |  |  |        |        |        |
|  | Portuguesa           | EC Vitória          | 0            | 2                   | 0 | 2             |               |               |  |  |            |            |            |  |  |        |        |        |
|  | Portuguesa           |                     |              |                     | 0 | 2             |               |               |  |  |            |            |            |  |  |        |        |        |
|  | Fluminense FC        | 1                   | 3            |                     |   |               |               |               |  |  |            |            |            |  |  |        |        |        |
|  | Fluminense FC        | 1                   | 3            | Fluminense FC       | 2 | 0             |               |               |  |  |            |            |            |  |  |        |        |        |
|  |                      |                     |              | Fluminense FC       | 2 | 0             |               |               |  |  |            |            |            |  |  |        |        |        |
|  |                      | Grêmio FBPA         | 3            | 2                   |   |               |               |               |  |  |            |            |            |  |  |        |        |        |
|  | Grêmio FBPA          | Grêmio FBPA         | 3            | 2                   | 3 | 2             |               |               |  |  |            |            |            |  |  |        |        |        |
|  | Grêmio FBPA          |                     |              |                     | 3 | 2             |               |               |  |  |            |            |            |  |  |        |        |        |
|  | Avaí FC              | 1                   | 3            |                     |   |               |               |               |  |  |            |            |            |  |  |        |        |        |
|  | Avaí FC              | 1                   | 3            | Grêmio FBPA         | 4 | 1             |               |               |  |  |            |            |            |  |  |        |        |        |
|  |                      |                     |              |                     |   |               |               |               |  |  |            |            |            |  |  |        |        |        |
|  |                      | FC Santos           | 3            | 3                   |   |               |               |               |  |  |            |            |            |  |  |        |        |        |
|  | FC Santos            | FC Santos           | 3            | 3                   | 8 | 2             |               |               |  |  |            |            |            |  |  |        |        |        |
|  | FC Santos            |                     |              |                     | 8 | 2             |               |               |  |  |            |            |            |  |  |        |        |        |
|  | Guarani FC           | 1                   | 3            |                     |   |               |               |               |  |  |            |            |            |  |  |        |        |        |
|  | Guarani FC           | 1                   | 3            | Atlético Mineiro    | 3 | 1             |               |               |  |  |            |            |            |  |  |        |        |        |
|  |                      |                     |              | Atlético Mineiro    | 3 | 1             |               |               |  |  |            |            |            |  |  |        |        |        |
|  |                      | FC Santos           | 2            | 3                   |   |               |               |               |  |  |            |            |            |  |  |        |        |        |
|  | Atlético Mineiro     | FC Santos           | 2            | 3                   | 1 | 2             |               |               |  |  |            |            |            |  |  |        |        |        |
|  | Atlético Mineiro     |                     |              |                     | 1 | 2             |               |               |  |  |            |            |            |  |  |        |        |        |
|  | Sport Recife         | 0                   | 0            |                     |   |               |               |               |  |  |            |            |            |  |  |        |        |        |

## Finalspiele

### Hinspiel
| FC Santos                                         | FC Santos | EC Vitória | EC Vitória |
| ------------------------------------------------- | --- | --- | ---------- |
| FC Santos                                         | \| 28. Juli 2010 in Santos (Estádio Urbano Caldeira) \| \| Ergebnis: 2:0 (1:0) \| \| Zuschauer: 14.060 \| \| Schiedsrichter: Leonardo Gaciba \|                                     | \| 28. Juli 2010 in Santos (Estádio Urbano Caldeira) \| \| Ergebnis: 2:0 (1:0) \| \| Zuschauer: 14.060 \| \| Schiedsrichter: Leonardo Gaciba \|                                                                         | EC Vitória |
| FC Santos                                         | Rafael Cabral – Pará, Bruno Aguiar, Durval, Alex Sandro – Arouca, Wesley, Ganso (80. Marquinhos) – Robinho (80. Zé Eduardo), André (65. Marcel), Neymar Cheftrainer: Dorival Júnior | Lee – Rafael Granja (23. Bida), Wallace, Anderson Martins, Egídio, – Vanderson, Neto Coruja, Fernando (75. Gabriel Paulista), Ramon Menezes (63. Renato Cachaça), Elkeson – Schwenck Cheftrainer: Ricardo Neto da Silva | EC Vitória |
| FC Santos                                         | 1:0 Neymar (14.) 2:0 Marquinhos (85.) | | EC Vitória |
| FC Santos                                         | Durval (28.), Pará (58.), Bruno Aguiar (88.), Zé Eduardo (93.) | Schwenck (6.), Anderson Martins (10.), Ramon Menezes (52.), Vanderson (65.) | EC Vitória |
| 28. Juli 2010 in Santos (Estádio Urbano Caldeira) | | |            |
| Ergebnis: 2:0 (1:0)                               | | |            |
| Zuschauer: 14.060                                 | | |            |
| Schiedsrichter: Leonardo Gaciba                   | | |            |

### Rückspiel
| EC Vitória                                           | EC Vitória | FC Santos | FC Santos |
| ---------------------------------------------------- | --- | --- | --------- |
| EC Vitória                                           | \| 4. August 2010 in Salvador (Estádio Manoel Barradas) \| \| Ergebnis: 2:1 (0:1) \| \| Zuschauer: 34.111 \| \| Schiedsrichter: Carlos Simon \|                                                                                     | \| 4. August 2010 in Salvador (Estádio Manoel Barradas) \| \| Ergebnis: 2:1 (0:1) \| \| Zuschauer: 34.111 \| \| Schiedsrichter: Carlos Simon \|                                     | FC Santos |
| EC Vitória                                           | Julián Viáfara – Nino Paraíba (18. Gabriel Paulista), Wallace, Anderson Martins, Egídio, – Neto Coruja, Bida (83. Adaílton), Elkeson, Ramon Menezes (67. Renato Cachaça) – Schwenck, José Júnior Cheftrainer: Ricardo Neto da Silva | Rafael Cabral – Pará, Edu Dracena, Durval, Alex Sandro – Arouca, Wesley, Ganso – Robinho (87. Rodriguinho), André (62. Marquinhos), Neymar (78. Marcel) Cheftrainer: Dorival Júnior | FC Santos |
| EC Vitória                                           | 1:1 Wallace (57.) 2:1 Júnior (77.) | 0:1 Dracena (44.) | FC Santos |
| EC Vitória                                           | Bida (19.), Martins (53.), Wallace (89.), Elkeson (90.) | Dracena (8.), Pará (45.), Robinho (55.), Cabral (61.) | FC Santos |
| 4. August 2010 in Salvador (Estádio Manoel Barradas) | | |           |
| Ergebnis: 2:1 (0:1)                                  | | |           |
| Zuschauer: 34.111                                    | | |           |
| Schiedsrichter: Carlos Simon                         | | |           |

## Die Meistermannschaft
| 1. | FC Santos |

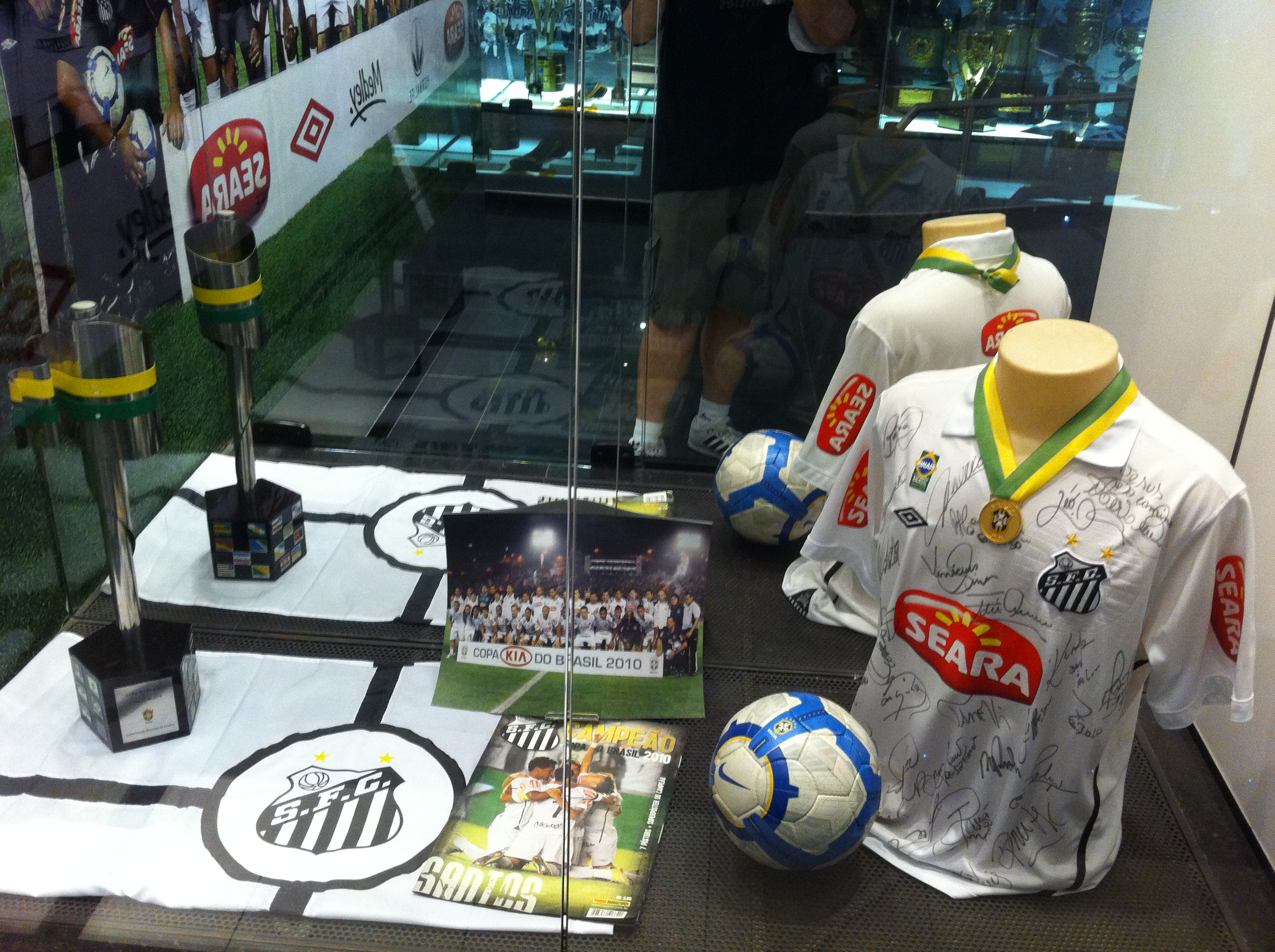
Bild der Trophäe

|    | - Tor: Rafael Cabral, Samuel, Felipe Garcia, Vladimir - Abwehr: Pará, Edu Dracena, Durval, Alex Sandro, Filipi Barros, Léo, Maranhão, Danilo, Bruno Moreira, Bruno Aguiar, Thiago Viana, Rafael Caldeira, Luciano Castán, Vinicius Simon, Bruno Rodrigo - Mittelfeld: Rogério Moreira, Wesley, Zezinho, Rodriguinho, Rodrigo Possebon, Marquinhos, Jefferson, Giovanni, Madson, Adriano Bispo, Ganso, Serginho, Tiago Timbó, Roberto Brum, Rodrigo Mancha, Elivelton, Germano, Overath Breitner, Arouca, Patrik, Alan Patrick - Angriff: André, Caio Vinícius, Dimba, Marcel, Robinho, Zé Eduardo, Capiotti, Neymar, Maikon Leite, Renan Mota, Moisés |

## Torschützenliste
| Pl. | Nat.        | Spieler        | Verein           | Tore    |
| --- | ----------- | -------------- | ---------------- | ------- |
| 1   | Brasilianer | Neymar         | Santos           | 11 Tore |
| 2   | Brasilianer | André          | Santos           | 8 Tore  |
| 2   | Brasilianer | Jonas          | Grêmio           | 8 Tore  |
| 4   | Brasilianer | Diego Tardelli | Atlético Mineiro | 7 Tore  |
| 4   | Brasilianer | José Júnior    | Vitória          | 7 Tore  |

## Zuschauer

### Meistbesuchte Spiele
| Pl. | Anzahl | Heim             | Ergebnis | Gast                | Stadion  | Datum          | Spieltag               |
| --- | ------ | ---------------- | -------- | ------------------- | -------- | -------------- | ---------------------- |
| 1   | 46.208 | Atlético Mineiro | 3:2      | Santos              | Mineirão | 28. April 2010 | Viertelfinale Hinspiel |
| 2   | 39.279 | Santa Cruz FC    | 1:2      | Atlético Goianiense | Arrudão  | 14. April 2010 | Achtelfinale Hinspiel  |
| 3   | 35.396 | Atlético Mineiro | 6:0      | Chapecoense         | Mineirão | 1. April 2010  | 2. Runde Rückspiel     |
| 4   | 35.215 | Grêmio FBPA      | 4:3      | Santos              | Olímpico | 12. Mai 2010   | Halbfinale Hinspiel    |
| 5   | 34.111 | EC Vitória       | 2:1      | Santos              | Barradão | 4. August 2010 | Finale Rückspiel       |

### Wenigsten besuchten Spiele
| Pl. | Anzahl | Heim             | Ergebnis | Gast            | Stadion          | Datum            | Spieltag          |
| --- | ------ | ---------------- | -------- | --------------- | ---------------- | ---------------- | ----------------- |
| 1   | 74     | Corinthians (PR) | 1:0      | EC Juventude    | Malucelli        | 10. Februar 2010 | 1. Runde Hinspiel |
| 2   | 176    | Corinthians (PR) | 2:1      | Ceará SC        | Malucelli        | 17. März 2010    | 2. Runde Hinspiel |
| 3   | 217    | Tigres           | 2:2      | Fortaleza EC    | Larios           | 10. Februar 2010 | 1. Runde Hinspiel |
| 4   | 263    | Cerâmica AC      | 1:1      | Paraná Clube    | Passo d’Areia    | 10. Februar 2010 | 1. Runde Hinspiel |
| 5   | 362    | SER São José     | 1:1      | América FC (RN) | Glicério Marques | 24. Februar 2010 | 1. Runde Hinspiel |